# Jarrod Shoemaker
Jarrod Shoemaker (* 17. Juli 1982) ist ein ehemaliger US-amerikanischer Duathlet und Triathlet. Er ist U23-Weltmeister im Triathlon (2005) und Duathlon-Weltmeister auf der Kurzdistanz (2009).

## Werdegang
Seit 2004 startet Shoemaker als Profi-Triathlet und auch seine jüngere Schwester Jenna (* 1984) war als Profi-Triathletin aktiv. Im September 2005 wurde er U23-Triathlon-Weltmeister.

### Olympische Sommerspiele 2008
Bei den Olympischen Sommerspielen 2008 belegte er in Peking den 18. Rang.

### Duathlon-Weltmeister Kurzdistanz 2009
2009 wurde er Duathlon-Weltmeister und in den USA zum „Triathleten des Jahres“ gewählt.
Für seine Leistungen wurde Jarrod Shoemaker in den Vereinigten Staaten 2013 erneut zum „Triathleten des Jahres“ gewählt. Jarrod Shoemaker war Mitglied der US-Nationalmannschaft und ist mit der Triathletin Alicia Kaye verheiratet.
Im November 2016 belegte er bei seinem ersten Start auf der Langdistanz beim Ironman Mexico den 23. Rang. Seit 2017 tritt er nicht mehr international in Erscheinung.
Er ist als Coach tätig und betreute z. B. die ehemalige Triathletin Erin Storie.

## Sportliche Erfolge
| Datum/Jahr    | Rang | Wettbewerb                            | Austragungsort | Zeit     | Bemerkung                                                                     |
| ------------- | ---- | ------------------------------------- | -------------- | -------- | ----------------------------------------------------------------------------- |
| 13. Mai 2017  | 15   | Ironman 70.3 Santa Rosa               | Sonoma County  | 04:11:47 |                                                                               |
| 24. Juli 2016 | 5    | Ironman 70.3 Calgary                  | Calgary        | 03:58:18 |                                                                               |
| 11. Apr. 2015 | 22   | ITU World Championship Series 2015    | Gold Coast     | 01:49:36 |                                                                               |
| 5. Okt. 2014  | 2    | ITU Triathlon World Cup               | Cozumel        | 00:51:59 | Zweiter hinter dem Franzosen Etienne Diemunsch                                |
| 26. Juli 2014 | 2    | ITU Triathlon World Cup               | Jiayuguan      | 01:49:57 |                                                                               |
| 9. März 2013  | 3    | ITU Sprint Triathlon Pan American Cup | Clermont       | 00:54:20 |                                                                               |
| 19. Sep. 2011 | 26   | ITU World Championship Series 2011    | Yokohama       | 01:52:28 | Das Ergebnis des Rennens wird für die Wertung der Saison 2012 berücksichtigt. |
| 8. Aug. 2010  | 3    | London Triathlon                      | London         | 01:49:15 |                                                                               |
| 26. Juli 2009 | 1    | ITU World Championship Series 2009    | Hamburg        | 01:44:06 | Sieger beim fünften Rennen der Saison                                         |
| 19. Aug. 2008 | 18   | Olympische Sommerspiele 2008          | Peking         | 01:50:46 |                                                                               |
| 3. Sep. 2006  | 47   | ITU Triathlon World Championships     | Lausanne       | 01:58:45 |                                                                               |
| 11. Sep. 2005 | 1    | ITU Triathlon World Championship U23  | Gamagori       | 01:52:42 | U23-Weltmeister                                                               |

| Datum/Jahr    | Rang | Wettbewerb      | Austragungsort | Zeit     | Bemerkung                                         |
| ------------- | ---- | --------------- | -------------- | -------- | ------------------------------------------------- |
| 26. Nov. 2017 | 14   | Ironman Mexico  | Cozumel        | 08:56:38 | Schnellste Schwimmzeit aller Zeiten mit 39:17 min |
| 11. Juni 2017 | 4    | Ironman Boulder | Boulder        | 08:45:38 |                                                   |
| 27. Nov. 2016 | 23   | Ironman Mexico  | Cozumel        | 09:09:10 | erster Ironman-Start                              |

| Datum/Jahr    | Rang | Wettbewerb                       | Austragungsort | Zeit     | Bemerkung                                |
| ------------- | ---- | -------------------------------- | -------------- | -------- | ---------------------------------------- |
| 26. Sep. 2009 | 1    | ITU Duathlon World Championships | Concord        | 01:49:01 | Duathlon-Weltmeister auf der Kurzdistanz |

(DNF – Did Not Finish)